# Coenosia tenuior
Coenosia tenuior este o specie de muște din genul Coenosia, familia Muscidae. A fost descrisă pentru prima dată de Walker în anul 1853. Conform Catalogue of Life specia Coenosia tenuior nu are subspecii cunoscute.